# 波耶雷氏鯰
波耶雷氏鯰，為輻鰭魚綱鯰形目鼬鯰科的其中一種，為熱帶淡水魚，分布於南美洲托坎廷斯河、納波河及Mamoré河流域，體長可達19.7公分，棲息在底層水域，生活習性不明。

## 扩展阅读
維基物種上的相關：波耶雷氏鯰